# Вела Луканова
Вела Тодорова Луканова е българска финансистка.

## Биография
Родена е на 26 февруари 1905 г. в Плевен в семейството на местния деец на БРСДП (после на БКП и народен представител) Тодор Луканов и Констанца (Коца) Луканова. Има 3 братя – Андрей (лекар), Карло (политик), Алберт (лекар), и сестра Соня (Софка)
. Нейният брат Карло Луканов е вицепремиер (1952-1954, 1956-1957) и външен министър (1956-1962); пада се леля на сина му Андрей Луканов – премиер (1990), вицепремиер, министър.
Със семейството на родителите си се преселва в София, където завършва средното си образование. Емигрира с тях в СССР през 1924 г. Завършва финанси в Промишлено-икономическия институт „Плеханов“, Москва (1929). След това работи във финансовото управление на Московска област. Там се издига до длъжност началник на управление „Финансиране на народното стопанство“.
От 1945 до 1947 г. работи като началник на плановия отдел в кооперативната централа „Напред“ и Централния кооперативен съюз. Между 1947 и 1949 г. заема длъжността началник на плановия отдел в Министерството на комуналното стопанство. През октомври 1949 г. е назначена за първи заместник-министър на финансите. В периода 1955-1959 г. е управителка на БНБ. От 1960 до 1963 г. е постоянна представителка на България в Икономическата комисия на ООН за Европа.
Омъжена е за адвокат Йордан Иванов Тютюнджиев (14 януари 1891, Шумен – 1953), имат дъщеря.